# Chiesa di Santa Maria degli Angeli (Monza)

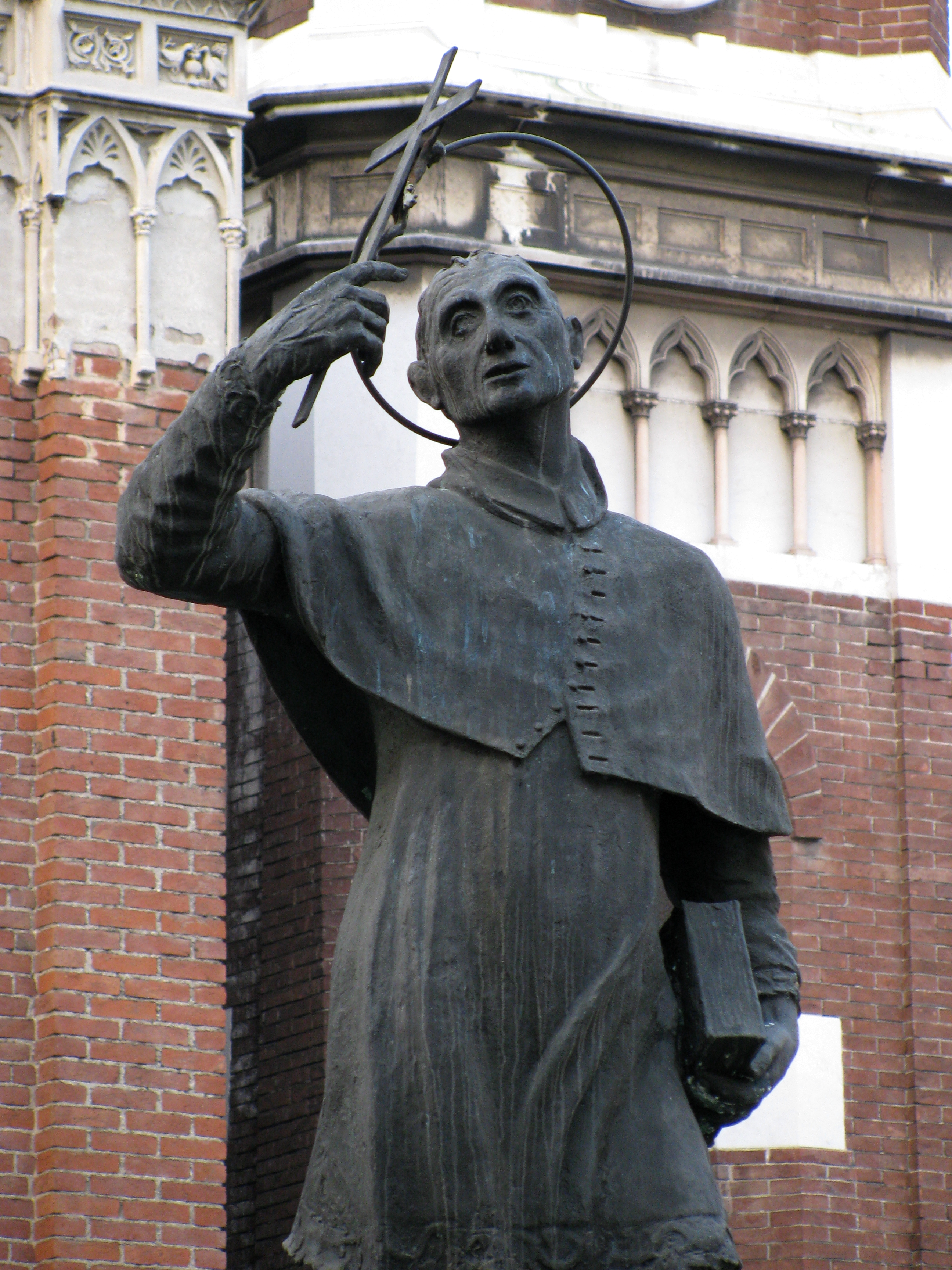
Particolare della statua di San Carlo Borromeo, antistante la chiesa

La chiesa di Santa Maria degli Angeli si trova a Monza, alla confluenza di via Zucchi in piazza Grandi.

## Storia
La chiesa fu edificata agli inizi del Seicento in forme barocche per volere del nobile Bartolomeo Zucchi. La decisione di edificare la chiesa fu presa nel 1608 quando Bartolomeo Zucchi decise di prendere i voti.
Lo Zucchi fece erigere la chiesa vicino alla casa paterna, dove San Carlo Borromeo, l'11 agosto 1578 aveva guarito una nobildonna monzese. La chiesa fu affidata ai padri Gesuiti (congregazione presso la quale aveva studiato) e arricchita da pregevoli manufatti. Alla sua morte, avvenuta il 25 agosto 1630 a causa dell'epidemia di peste, Bartolomeo Zucchi lasciò tutte le sue sostanze ai padri gesuiti e chiese di essere tumulato nella chiesa che aveva fatto costruire.
Alla fine del XIX secolo l'edificio fu demolito per consentire l'allargamento della strada e fu poi ricostruito in forme neogotiche secondo il progetto dell'architetto Spirito Maria Chiappetta.
Sul piazzale antistante è collocata la statua di San Carlo Borromeo, copia in bronzo della precedente statua in arenaria ammalorata dalla lunga esposizione alle intemperie.

## Galleria d'immagini

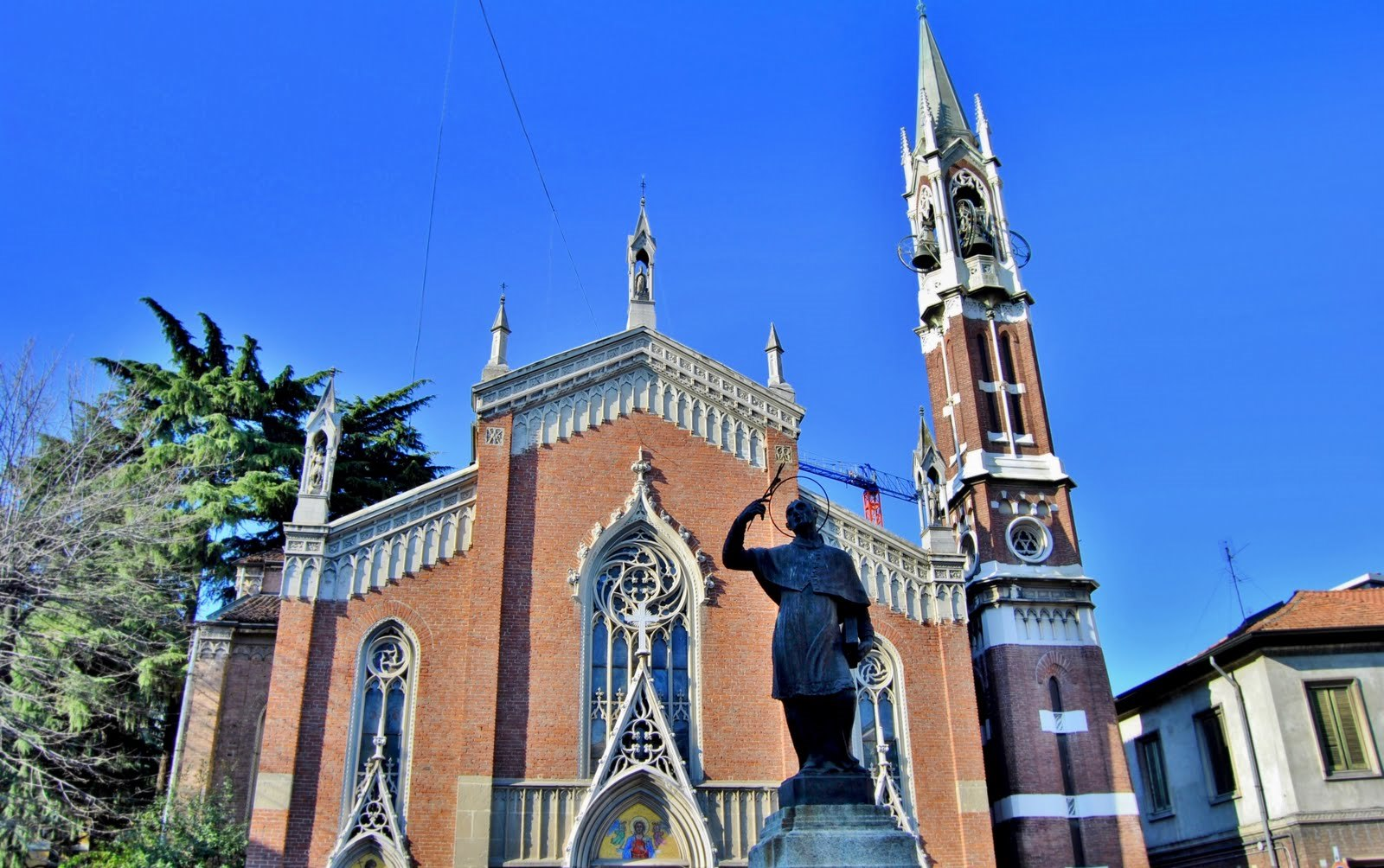
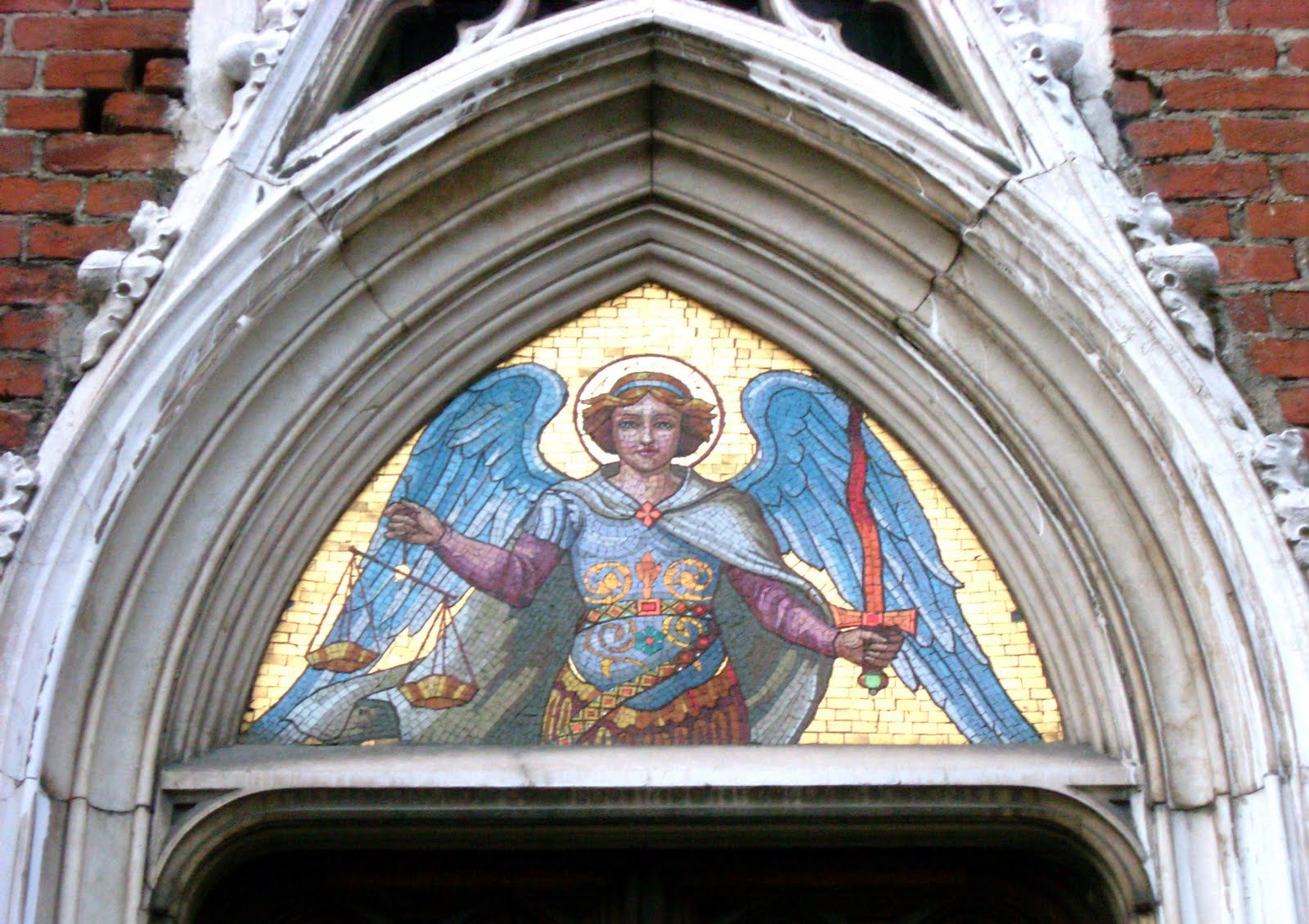